# Неягава

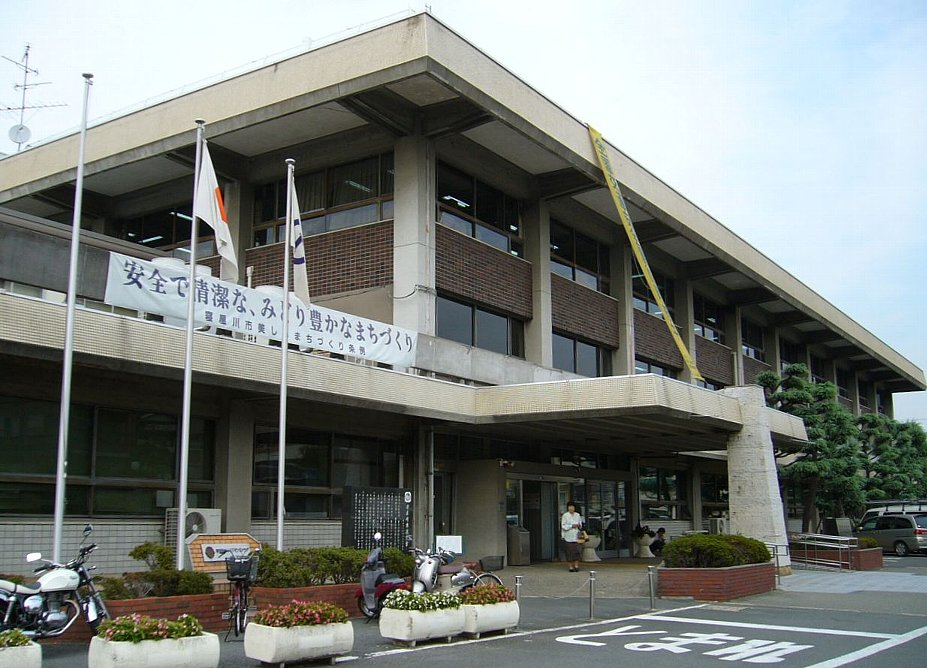
Мэрия города Неягава

Неяга́ва (яп. 寝屋川市 Нэягава-си) — особый город в Японии, находящийся в префектуре Осака. Площадь города составляет 24,73 км², население — 236 687 человек (1 августа 2014), плотность населения — 9570,85 чел./км².

## Географическое положение
Город расположен на острове Хонсю в префектуре Осака региона Кинки. С ним граничат города Сеццу, Такацуки, Катано, Хираката, Моригути, Кадома, Дайто, Сидзёнавате.

## Население
Население города составляет 236 687 человек (1 августа 2014), а плотность — 9570,85 чел./км². Изменение численности населения с 1980 по 2005 годы:
| 1980 | 255 859 чел. |  |
| 1985 | 258 228 чел. |  |
| 1990 | 256 524 чел. |  |
| 1995 | 258 443 чел. |  |
| 2000 | 250 806 чел. |  |
| 2005 | 241 816 чел. |  |

## Символика
Деревом города считается сакура, цветком — роза.

## Города-побратимы
- Сусами, Япония (1976)
- Ньюпорт-Ньюс, США (1982)
- Оквилл, Канада (1984)
- Лувань, КНР (1994)